# Richard Bank
Richard Bank (* 28. Januar 1867 in Friedeberg (Neumark); † 26. April 1934 in Berlin) war ein deutscher Verwaltungsjurist.

## Leben
Bank, Sohn eines Justizrats, studierte an der Ruprecht-Karls-Universität Heidelberg Rechtswissenschaft. 1886 wurde er im Corps Rhenania Heidelberg recipiert. Nach dem zweiten Staatsexamen war er Assessor in Stettin und Bromberg. Von 1900 bis 1912 war er Landrat im Kreis Niederung. Danach war er in Königsberg i. Pr. kurzzeitig Regierungsrat. 1906 erhielt er den Roten Adlerorden 4. Klasse. 1913 wurde er Geheimer Finanzrat im preußischen Finanzministerium. Er nahm als Freiwilliger am Ersten Weltkrieg teil und kam als Rittmeister auf westliche und östliche Kriegsschauplätze. 1917 wurde er in das preußische Finanzministerium zurückbeordert. Dort war er bis zum Beginn seines Ruhestands im Jahre 1932 tätig, zuletzt als Geheimer Oberfinanzrat und Ministerialrat.